# Platybunus juvarae
Platybunus juvarae is een hooiwagen uit de familie echte hooiwagens (Phalangiidae).